# Люк (присілок, Балезінський район)
Люк (рос. Люк) — присілок (колишнє селище) в Балезінському районі Удмуртії, Росія.

## Населення
Населення — 195 осіб (2010; 230 в 2002).
Національний склад станом на 2002 рік:
- удмурти — 64 %

## Історія
Присілок був утворений 1941 року у зв'язку з будівництвом залізниці Іжевськ-Балезіно як селище при станції Люк. 1942 року утворилось селище Верх-Люцького ліспромгоспу. 1951 року була відкрита початкова школа, з 1957 — семирічна, з 1961 — восьмирічна.
До присілка було приєднано селище Верхньолюкський (Верхлюкський Лісоучасток).